# Renkin 3-kyū Magical ? Pokān
Renkin 3-kyū Magical ? Pokān (錬金3級 まじかる?ぽか〜ん, Renkin San-kyū Majikaru? Pokān), souvent abrégé en Magipoka, est une série d'animation humoristique japonais constituée de 12 épisodes de 24 minutes, soit 24 segments de 12 minutes, diffusée du 4 avril au 20 juin 2006 sur un nombre de chaînes UHF. Trois épisodes supplémentaires se retrouvent sur le DVD.
Cette série est inédite dans les pays francophones.

## Synopsis
Il s'agit des aventures de quatre princesses venues d'un autre monde : Liru la louve-garou, Pachira la vampire, Uma la magicienne et Aiko la cyborg dans le monde des humains, plus précisément au Japon.